# Huétor Santillán
Huétor Santillán är en ort i Spanien. Den ligger i provinsen Provincia de Granada och regionen Andalusien, i den södra delen av landet, 400 km söder om huvudstaden Madrid. Huétor Santillán ligger 1 028 meter över havet och antalet invånare är 1 701.
Terrängen runt Huétor Santillán är lite bergig. Runt Huétor Santillán är det glesbefolkat, med 12 invånare per kvadratkilometer. Närmaste större samhälle är Granada, 8,8 km väster om Huétor Santillán. 